# Robert Muhl
Robert Muhl, född 3 maj 1683, död 23 mars 1760 på överstebostället Saaris i Mietois kapellförsamling, var en svensk militär.

## Biografi
Robert Muhl var son till Adam Gustaf Muhl och Anna Maria von der Trenck. Han blev volontär vid Livgardet 1698, underofficer vid Livdragonregementet 1700, sergeant där samma år, kornett 1702, löjtnant 1704 och kapten 1706. Muhl deltog i slaget vid Narva, där han fick tre hästar skjutna under sig, vid övergången av Düna, slaget vid Kliszów, slaget vid Fraustadt och slaget vid Holowczyn, vid det sistnämnda slaget anförde han livskvadronen och drev tillbaka petersburgska dragonregementet och fick en kula i vänstra låret och två hugg över högra armen. Han deltog även i slaget vid Poltava där han blev huggen i huvudet och förlorade sin häst och var nära att bli tillfångatagen, men lyckades komma undan till Bender. Han blev kort därefter fången vid Czernowitz 24 september och fördes till Tobolsk, varifrån han lyckades rymma 1720. Efter återkomsten till Sverige erhöll han 1721 överstelöjtnants karaktär och blev samma år överstelöjtnant vid Livdragonregementet. Muhl blev 1740 överste, var 1740–1760 chef för Livdragonregementet, och deltog som sådan i hattarnas ryska krig under fälttåget i Finland. Han blev 1751 generalmajor och 1758 generallöjtnant. Muhl gravsattes i Åbo domkyrka.